# Obniż
Obniż (Liocranum rupicola) – gatunek pająka z rodziny obniżowatych.
Gatunek ten opisany został w 1830 roku przez Charlesa A. Walckenaera jako Clubiona rupicola. Do rodzaju Liocranum przeniósł go w 1878 roku Eugène Simon.
Samce osiągają od 4,8 do 6,5 mm, a samice od 5,5 do 8,5 mm długości ciała. Karapaks zmierzony u dwóch samców miał od 2,2 do 2,81 mm długości oraz od 1,82 do 2,37 mm szerokości, zaś u piętnastu samic od 2,78 do 3,79 mm długości i od 2,23 do 2,77 mm szerokości. Ubarwienie karapaksu jest brązowawe z ciemniejszymi paskami rozchodzącymi się promieniście, szarawobrązowymi przepaskami bocznymi i czarnymi krawędziami. Żółtawobrązowe z czerwonym podbarwieniem szczękoczułki mają na przedniej krawędzi 2 zęby i 1 ząbek, a na tylnej 2 zęby. Jasnożółtawobrązowe sternum ma rudobrązowe krawędzie. Odnóża są jasnożółtawobrązowe z ciemnym obrączkowaniem i ciemniejsze w częściach odsiebnych. Opistosoma (odwłok) ma jasnoszarawobrązowy spód, zaś wierzch ciemnoszarawobrązowy z żółtawoszarym, często podzielonym na dwa znakiem z przodu i żółtawoczerwonymi szewronami z tyłu.
Nogogłaszczki samca mają zakrzywione golenie zaopatrzone w kilka długich włosków. Apofizę retrolateralną mają krótką i haczykowatą, apofizę tegularną nieco zakrzywioną, konduktor słabo zesklerotyzowany, a embolus krótki i u szczytu kanciasty. Tak długa jak szeroka płytka płciowa samicy ma szczelinowate otwory kopulacyjne położone przednio-bocznie, a przedsionek szeroki na przedzie i wąski z tyłu. Szerokie przewody kopulacyjne są nieco zakrzywione. Kształt zbiorników nasiennych jest bryłkowaty.
Pająk znany z Portugalii, Hiszpanii, Irlandii, Wielkiej Brytanii, Francji (z Korsyką włącznie), Belgii, Holandii, Niemiec, Szwajcarii, Liechtensteinu, Austrii, Włoch (z Sardynią włącznie), Danii, Szwecji, Norwegii, Polski, Czech, Słowacji, Węgier, Ukrainy, Słowenii, Chorwacji, Bośni i Hercegowiny, Rumunii, Bułgarii, Serbii, Czarnogóry, Macedonii, Grecji, Rosji i Turcji. Zamieszkuje lasy liściaste i mieszane, tereny stepowe, klify i piarżyska. W lasach bytuje pod korą drzew, zaś na terenach otwartych pod kamieniami i w budynkach. Dojrzałe osobniki są aktywne przez cały rok.